# 田近洵一
田近 洵一（たぢか じゅんいち、1933年3月1日 - ）は、日本の国語教育学者。東京学芸大学名誉教授。

## 経歴
長崎県島原市生まれ。長崎県立島原高等学校卒業後、1955年、横浜国立大学学芸学部乙類国語科卒業。川崎市や都立校の教員として勤務しながら、1959年、東京教育大学教育学部研究生となる。1969年、横浜国立大学教育学部講師、1971年助教授。1974年、東京学芸大学教育学部助教授、1977年教授。1996年、同大学を定年退職、名誉教授。1998年、早稲田大学特任教授。2002年同大学を退職。
1975年、全国大学国語教育学会賞石井賞を受賞した。

## 著書
- 『言語行動主体の形成 国語教育への視座』新光閣書店、1975
- 『現代国語教育への視角』教育出版、1982
- 『基礎からよくわかる国語2(現代文)』旺文社、1983
- 『文学教育の構想 文学のことばと感動体験』明治図書出版、1985
- 『戦後国語教育問題史』大修館書店、1991
- 『読み手を育てる 読者論から読書行為論へ』明治図書出版、1993、授業への挑戦
- 『創造の<読み> 読書行為をひらく文学の授業』東洋館出版社、1996、シリーズ・国語教育新時代
- 『国語教育の方法 ことばの「学び」の成立』国土社、1997
- 『現代国語教育史研究』冨山房インターナショナル、2013
- 『創造の〈読み〉新論 文学の〈読み〉の再生を求めて』東洋館出版社、2013

### 共編著
- 『現代文研究法』小海永二・工藤信彦共著、有精堂出版、1981
- 『基礎からよくわかる国語1』宮腰賢共著、旺文社、1982
- 『低学年の文学教育を深める』宮野英也共編著、日本標準、1983、日本標準教育賞教育実践叢書
- 『国語教育指導用語辞典』井上尚美共編、教育出版、1984
- 『しなやかな発想を育てる教室のことば遊び』ことばと教育の会共編、教育出版、1984
- 『中学・高校「国社英編」学習指導案の作り方』堀口俊一、佐島群巳共編、一ツ橋書店、1986
- 『小学校たのしいことばの学習』ことばと教育の会共編、教育出版、1987
- 『小説教材の作品論的研究』足立悦男共編、教育出版、1988、中学校国語科研究シリーズ
- 『たのしくわかる国語1〜6年の授業』田宮輝夫、井上尚美共編、あゆみ出版、1988
- 『たのしくわかる高校国語I・IIの授業』浜本純逸、大槻和夫共編、あゆみ出版、1990
- 『現代国語教育論集成、西尾実』編集、明治図書出版、1993
- 『子どもが生きる学習活動の開発 創造的な読み手を育てる』編、明治図書出版、1995、授業への挑戦
- 『「読者論」に立つ読みの指導』小学校高、中、低学年、中学校編 府川源一郎、浜本純逸共編、東洋館出版社、1995
- 『国語教育の再生と創造 21世紀へ発信する17の提言』編、教育出版、1996
- 『コミュニケーションを深める話しことばの授業』編、国土社、1996、国語科の新視点
- 『作文の授業 表現の能力と意欲を育てる』編、国土社、1996、国語科の新視点
- 『説明文の授業 情報と論理を追求する』編、国土社、1996、国語科の新視点
- 『文学の授業 読みのおもしろさを引きだす』編、国土社、1996、国語科の新視点
- 『自ら学ぶ力を育てる国語科の評価』編、国土社、1996、国語科の新視点
- 『三省堂例解小学国語辞典』編、三省堂、1997
- 『詩・ことばあそびの授業 言語感覚をみがく』編、国土社、1997、国語科の新視点
- 『小学校国語科授業研究』新版 井上尚美、大熊徹共編、教育出版、2001、教員養成基礎教養シリーズ
- 『子どものコミュニケーション意識 こころ、ことばからかかわり合いをひらく』編著、学文社、2002、早稲田教育叢書
- 『子どもと創る国語科基礎・基本の授業 小学校1年生』新井啓子共編、国土社、2003
- 『子どもと創る国語科基礎・基本の授業 小学校2年生』五十井美知子共編、国土社、2003
- 『子どもと創る国語科基礎・基本の授業 小学校3年生』井上典子共編、国土社、2003
- 『子どもと創る国語科基礎・基本の授業 小学校4年生』藤田慶三共編、国土社、2003
- 『子どもと創る国語科基礎・基本の授業 小学校5年生』中村龍一共編、国土社、2003
- 『子どもと創る国語科基礎・基本の授業 小学校6年生』牛山恵共編、国土社、2003
- 『三省堂例解小学四字熟語辞典』近藤章共編、三省堂、2012
- 『中学校・高等学校国語科教育法研究』鳴島甫共編著、東洋館出版社、2013